# Xã Sharon Springs, Quận Wallace, Kansas
Xã Sharon Springs (tiếng Anh: Sharon Springs Township) là một xã thuộc quận Wallace, tiểu bang Kansas, Hoa Kỳ. Năm 2010, dân số của xã này là 935 người.